# Мадита
Едіта Маловчич (босн. Edita Malovčić), знаніша як Мадита (нім. Madita, нар. 21 січня 1978, Відень, Австрія) — австрійська співачка і актореа боснійського походження. Виступає в жанрах від сінті-поп до r'n'b і джазу.

## Родина
Едіта — донька боснійського фолк-співака Кемала Маловчича і його першої сербської дружини. За власним твердженням, Мадита довгий час не спілкувалася з батьком і у неї не було ніяких добрих спогадів про нього. Є син (нар.. 2003).

## Кар'єра

### Акторка
Едіта Маловчич вивчала музикознавство і брала уроки акторської майстерності. Дебютувала в 1999 році в австрійській картині «Північні землі», яка завоювала ряд нагород і номінувалася на «Оскар» як найкращий фільм іноземною мовою. Пізніше знімалася в ряді інших фільмів — «Берлін знаходиться в Німеччині» (2001), «Холодний фронт» (2003), «Желари» (2003) і «Чотири хвилини» (2006). Знімається в ряді австрійських кримінальних телесеріалах — «Спеціальна комісія — Кіцбюхель», «Комісар Рекс» та «Альпійський патруль».

### Музична кар'єра
Едіта Маловчич у 2002 році виступала спільно з дуетом dZihan &amp; Kamien під час запису альбому Gran Riserva. 2005 року випустила сольний альбом «Madina», у грудні 2005 року він з'явився на iTunes Music Store і дістався до Топ-3 Electronic Album Chart. Пізніше Мадита потрапила до радіочартів багатьох сусідніх країн. Рекорд — 1-е місце в чарті UK World Music iTunes. 2007 року пісня «Ceylon» потрапила як саундтрек до серії телесеріалу «Сутичка».
У 2008 році в Австрії вийшов її другий альбом «Too» (вийшов в США 28 березня 2008 року, доступний в магазині iTunes Store). 2010 року вийшов третій альбом співачки «Flavours» з дев'ятьма новими піснями, п'ять, з них, раніше не випускалися та ще чотири ремікси (загальна тривалість: 50 хвилин, вийшов на Gran Depot Music). Альбом увійшов до колекції обраного «Madita Deluxe».

## Фільмографія

### Повнометражні фільми
- 1999: Північні землі  — Тамара
- 2000: Таємниці диско
- 2001: Берлін знаходиться в Німеччині — Людмила
- 2003: Холодний фронт — Сандра
- 2003: Желари  — Марія
- 2005: Тільки для Моцарта
- 2006: Чотири хвилини — молода Трауде
- 2009: Костяна людина — Ганна
- 2009: Красунчик 2 — Марі
- 2013: Кривавий льодовик  — Таня
- 2014: Брехня, з якою ти спиш
- 2014: Місце злочину — щедрість (телевізійний фільм)
- 2014: Кантрі-трилер: Жінка з взуттям (телефільм)
- 2015: Старі гроші (телесеріал, роль епізоду)
- 2015: Ви повинні пройти його
- 2015: V8 — Помста нітросів
- 2016: Місце злочину — Великий біль (телефільм)
- 2016: місце злочину — чистилище (телевізійний фільм)
- 2016: Місце злочину — на землі обітованній (телефільм)
- 2016: Можливо, любов
- 2017: Погоня в селі (телефільм)
- 2017: Бос (телесеріал)
- 2018: Остання вечірка у вашому житті
- 2018: Кримінальний трилер Хорватії — ніж за шию (телефільм)
- 2018: Стамбульська комісія вбивств — Смертельна жадібність (телефільм)
- 2019: Бек повернувся! (Серіал, три епізоди)
- 2019: SOKO Donau — Риболовна поїздка

### Телесеріали
- 2000: «Альпійський патруль — Цінується кожне життя», «Комісар Рекс», «Юлія — незвичайна жінка», «Поштовий терорист»
- 2001: «Слідчий», «Альпійський патруль — Цінується кожне життя», «Спеціальна комісія — Кицбюхель», «Комісар Рекс»
- 2002: «Інспектор Ролле», «Комісар Рекс», «Альпійський патруль — Цінується кожне життя»
- 2004: «Сильна команда» — серії «Zahn der Zeit» і «Sippenhaft»
- 2005: «Місце злочину» — серії "«Schneetreiben»
- 2005: «Сильна команда» — серія «Zahn um Zahn»
- 2006: «Зодіак»
- 2007: «Місце злочину» — серія «Der Finger»
- 2015: «Старі гроші»
- 2016: «Місце злочину» — серія «Im gelobten Land»

## Дискографія
- Madita (2005)[9]
- Too (2008)[10]
- Pacemaker (2010)[11]
- Madita Deluxe (2012)[12]
- Flavours (2012)[13]